# Gräberfeld von Kopparsvik

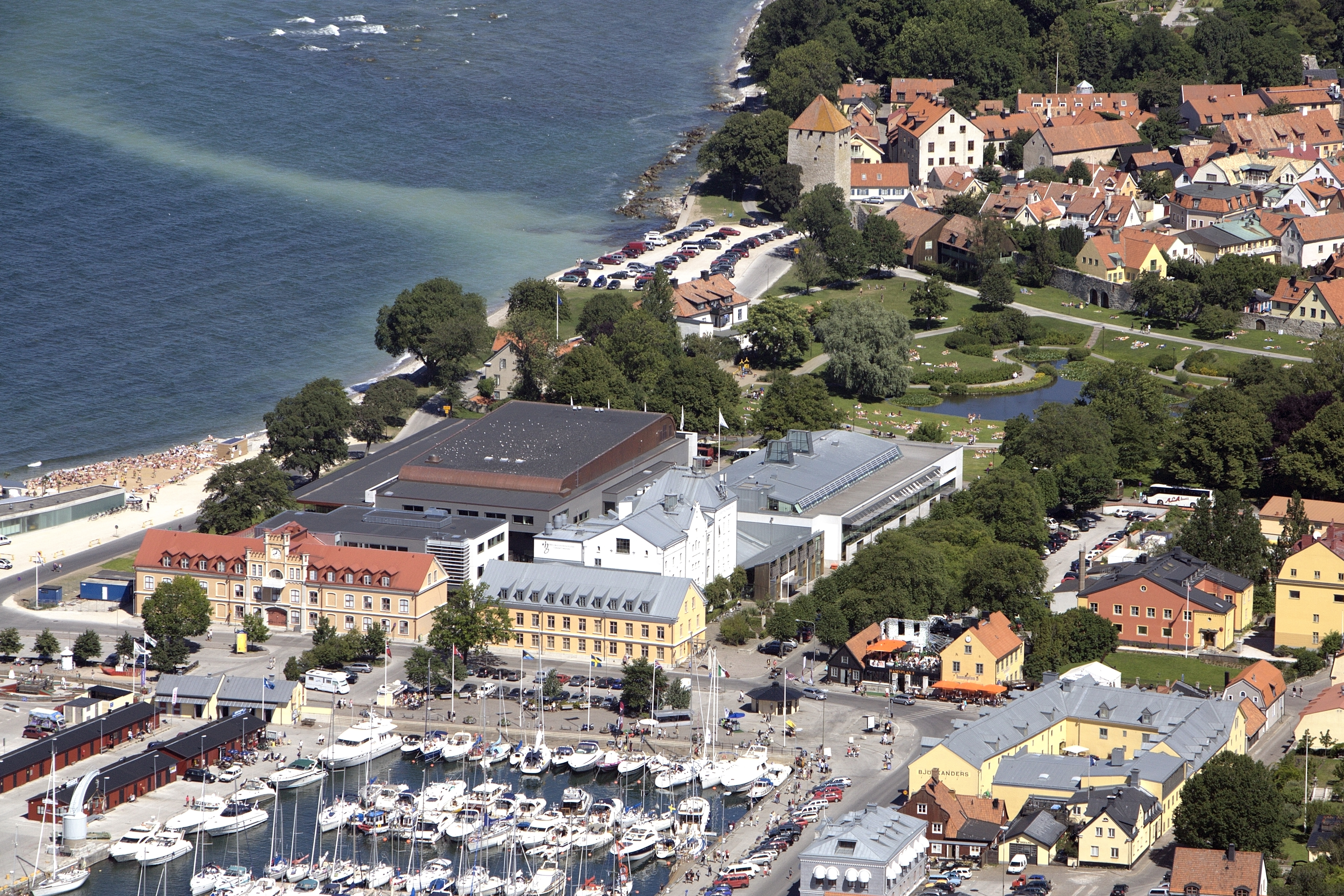
Hafenareal

Das Gräberfeld von Kopparsvik ist ein wikingerzeitlicher (800–1050 n. Chr.) Bestattungsplatz des 9. und 10. Jahrhunderts auf der schwedischen Insel Gotland.

## Beschreibung
Das Gräberfeld liegt südlich der Altstadt von Visby im Bereich des heutigen Hafens. Die besonderen Beisetzungsformen heben Kopparsvik unter den Bestattungsplätzen der Wikinger heraus.
Die Gräber sind in Südwest-Nordost-Richtung orientiert; nur zehn von ihnen weisen eine Ostwest-(christliche) Orientierung  auf. 350 bis 400 Gräber sind Körperbestattungen, bei denen über 65 % der Toten in Erdgruben niedergelegt sind, die mit Steinen bedeckt wurden. Etwa ein Drittel war aufwändiger bestattet. So fanden sich Spuren von Holzplanken oder Särgen.
Die Grabausstattung war relativ einheitlich. Die Toten wurden bekleidet bestattet, wie Textilspuren an den Fibeln und Nadeln zeigen. In den Männergräbern waren Gürtelgarnituren, Messer und Ringfibeln häufig. Die Frauengräber enthielten Dosenfibeln, die einen Schal befestigten. Der Rock wurde beidseitig mit Tierkopf-Fibeln gehalten. Halsschmuck in Form von Glas- oder Mosaikperlen fand sich neben Kämmen, Schlüsseln und Wetzsteinen. 14 arabische Silbermünzen (894–936 n. Chr.) fanden sich in einem Frauen- und sechs in einem Männergrab. Die übrigen Objekte weisen auf gotländischen Ursprung hin. Selten wurden berufsbezogene Beigaben, etwa eine Waage und ein Gewichtssatz, gefunden. Es wurden nur wenig Waffen gefunden; vier Saxe, drei Äxte und zwei Speerspitzen.

## Besonderheiten
Kopparsvik ist nicht mit anderen wikingerzeitlichen Gräberfeldern zu vergleichen. Es bestand aus zwei Bereichen, die sich zum Teil überlappen. Der nördliche wird von Männergräbern dominiert. Im Süden sind beide Geschlechter vertreten, jedoch kaum Kinder. Die männliche Dominanz im Nordteil wurde mit dem Beruf der Toten in Verbindung gebracht (Händler und Krieger). Allerdings stützen die Beigaben diese These nicht. Es ließen sich auch relativ arm ausgestattete und achtlos angelegte Gräber beobachten. Dicht liegende Gräber und zahlreiche Toten in Bauchlage. Teilweise war die Grabgrube so klein, dass der Verstorbene mit angewinkelten Knien in der Grube lag. Archäologen deuteten die Bauchlage als nicht korrektes Begräbnisritual. Dieses Phänomen ist bereits aus der Steinzeit (24000 v. Chr.) bekannt. Mit 38 solcher Gräber, davon das Gros im Nordteil, (zwei sind Frauengräber) liegt Kopparsvik eindeutig an der Spitze. In den meisten Fällen erhielten die Toten nur einzelne Beigaben. Die Gräber befinden sich oft am Rand der Bestattungsplätze. Unabhängig von Religion oder kultureller Identität scheint die Bauchlage mit einer nicht akzeptierten Grabposition einherzugehen. Hingegen gelten sitzende oder andere Positionen als normal, während man die Bauchlage – mit dem Gesicht zur Erde gewandt – negativ einschätzt. Meist handelt es sich um einzelne Individuen, aber auf einigen Gräberfeldern ist die Zahl höher. In Kopparsvik liegt sie etwa bei 8 bis 15 %. Unter den Bestatteten befand sich auch ein achondroplastischer Zwerg. Die missgebildete Person hatte unverhältnismäßig kurze Arme, kurze und gekrümmten Oberschenkel, aber einen normalen Rumpf und Kopf. Ein Erwachsener mit einer solchen Genmutation wird nicht größer als 127 cm. Das Individuum wurde jedoch 50 bis 60 Jahre alt und bäuchlings bestattet. Teile der Tracht (Ringfibel) deuten trotzdem auf eine akkurate Bestattung.
In Kopparsvik weisen zahlreiche Männer auf ihren oberen Vorderzähnen horizontale Linien auf, die zu Lebzeiten eingefeilt wurden. Das Phänomen ist vereinzelt auch auf Öland und in Schonen und Dänemark beobachtet worden. Die Sitte seine Gruppenzugehörigkeit durch eine Modifizierung der Zähne zu kennzeichnen, ist bei verschiedenen Völkern (z. B. Aeta) verbreitet. In Kopparsvik fanden sich 46 Männer unterschiedlichen Alters. Einige hatten eine Linie auf dem Vorderzahn, andere mehrere. Am übrigen Skelett ließen sich keine Gemeinsamkeiten erkennen. Auffällig waren der gute Zustand der Zähne, die Bestattung im Nordteil sowie die Bauchlage bei mindestens zehn Individuen. Die Frage, wie der Nordteil des Gräberfeldes zu interpretieren ist, bleibt unbeantwortet.